# آقای پوپی بات‌هول

آقای پوپی بات‌هول (به انگلیسی: Mr. Poopy Butthole) یک شخصیت خیالی در مجموعه تلویزیونی پویانمایی آمریکایی ریک و مورتی است که توسط جاستین رویلند و دن هارمون ساخته شده. این شخصیت نخستین‌بار در قسمت «Total Rickall» از فصل دوم معرفی شد و به‌عنوان دوست خانوادگی ریک سانچز ظاهر شد.
آقای پوپی بات‌هول به‌دلیل ظاهر عجیب، نام طنزآمیز، و شوخی‌های خاص در میان طرفداران به‌شدت محبوب شد و در اپیزودهای بعدی و سکانس‌های کوتاه به‌عنوان یک شخصیت مکمل یا حضور افتخاری بازگشت. او معمولاً در موقعیت‌های پیش‌بینی‌ناپذیر و اغراق‌آمیز ظاهر می‌شود و بخشی از هویت طنز سیاه ریک و مورتی را نمایندگی می‌کند. 

## ویژگی‌ها و طراحی
این شخصیت با قد کوتاه، بدن زردرنگ، استایل شبیه انسان و صدای خاصش شناخته می‌شود. نام او عمداً به‌شیوه طنزآلود طراحی شده و بخشی از شوخی‌های متا (Meta Comedy) این انیمیشن به شمار می‌آید. 

## حضور در رسانه
- اولین حضور: فصل دوم، قسمت چهارم («Total Rickall»)
- دیگر حضورها: چندین فلش‌بک، بخش‌های تبلیغاتی Adult Swim، و همچنین در پایان فصل چهارم و پنجم [۵]
- حضور افتخاری در برخی کمیک‌های اقتباسی از ریک و مورتی

## صداپیشه
صداپیشگی آقای پوپی بات‌هول بر عهده جاستین رویلند (یکی از خالقان مجموعه) بوده است.

## واکنش‌ها
شخصیت Mr. Poopy Butthole به‌سرعت تبدیل به یک میم اینترنتی شد و طرفداران از او در کالاهای فرهنگی مانند تی‌شرت، استیکر و اسباب‌بازی استقبال کردند.